# Szent István római katolikus magyar templom (New York)
A Szent István Római Katolikus Magyar Templom az Amerikai Egyesült Államok keleti partvidékén, New Yorkban található magyar nyelven miséző római katolikus templom.

## Története
A New Yorkban élő magyar nemzetiségű katolikusok már 1891-ben kezdeményezték egy magyar nyelvű egyházközség létrehozását, viszont 1905-ig saját templom építésére nem volt lehetőségük, hanem ideiglenes, bérlet helyiségekben tartották összejöveteleiket. 1905-ben épült fel az első független magyar templom a 14. utcában, amely rövid időn belül kicsinek bizonyult. 1922 szeptemberében magyar ferencesek érkeztek Amerikába lelkigyakorlatokat tartani. Közülük is kiemelkedett Peéri Bonaventura O.F.M., akit az akkori New York-i érsek, Patrick Hayes bíboros felkért a Szent István egyházközség vezetésére.
Az ő munkássága vezetett az új templom- és iskolaépület létrehozásához 1927 és 1928 között. Sajnos, az 1930-as évek gazdasági válsága idején a legtöbb magyar elveszítette munkáját, így a kölcsönök visszafizetése meghaladta az egyházközség lehetőségeit. A magyar ferencesek a Holy Name amerikai ferences provinciát kérték, hogy befogadva a templomot segítse át őket az anyagi válságon. Az amerikai ferences közösség 1935-ben vette át a templomot, s mellé rendházat épített. Arra egészen a legutóbbi időkig figyeltek, hogy mindig legyen egy-két magyar ferences, aki a magyar nyelvű lelkipásztorkodást ellátja. 2008 után erre már nem volt lehetőség, így azóta kisegítő lelkészek (a környékbeli magyar templomok lelkészei) látták el a szolgálatot. 2014. novemberében a New York-i főegyházmegye úgy döntött, miután a ferencesek távoztak a plébániáról, hogy 2015 végével a plébániát megszünteti, s a templomot ideiglenes misézőhelynek nyilvánítva a közelben található Szent Mónika plébániához csatolja, azzal a kitétellel, hogy csak különleges alkalmakkor lehet ezen a helyen szertartásokat végezni.

## Az egyházközségben szolgálatot teljesítő papok

### Világi, nem szerzetes plébánosok (kinevezésük dátumával)
- 1902: Perényi László
- 1907: Kovács Lajos
- 1911: Frőhlich János
- 1922: Kemenes István

### Ferences plébánosok
- 1922: Peéri Bonaventura
- 1933: Raffinszky Romuald
- 1935: Terence McNally
- 1949: Patrick Howard
- 1952: Felician Berkery
- 1958: Benedict Dudley
- 1964: Edward Holleran
- 1967: Frederick McKeever
- 1973: Patrick Morris
- 1982: David McBriar
- 1985: Ronald Stark
- 1986: John Murphy
- 1990: Neil O'Connell
- 2000: Angelus Gambatese
- 2008: Thomas P. Leonard

### Magyar lelkészek
- Rev. Perényi László 1904-07
- Rev. Kovács Lajos 1907-11
- Rev. Fröhlich János 1911-22
- Rev. Kemenes István 1922
- P. Peéri Bonaventura, OFM. 1922-33
- P. Terence McNally, OFM. 1933-48.
- P. Szlezák Imre, OFM. 1948-
- P. Timkó Method, OFM.
- P. Csorba Domonkos, OFM. 1982-2005
- P. Hesz Dénes OFM 2005-2008
- Cebula Pavel OFMConv, helyettesként
- Vas László, a Passaici Szent István római katolikus magyar templom adminisztrátora, mint kisegítő
- Juhász Imre, a Szent László római katolikus magyar templom (New Brunswick, New Jersey) lelkésze, mint kisegítő

## Fordítás
- Ez a szócikk részben vagy egészben  a   St. Stephen of Hungary Church (New York City) című angol Wikipédia-szócikk fordításán alapul.  Az eredeti cikk szerkesztőit annak laptörténete sorolja fel. Ez a jelzés csupán a megfogalmazás eredetét és a szerzői jogokat jelzi, nem szolgál a cikkben szereplő információk forrásmegjelöléseként.